# استین کونینکس
استین کونینکس (هلندی: Stijn Coninx؛ زادهٔ ۲۱ فوریهٔ ۱۹۵۷) کارگردان اهل بلژیک است.
از فیلم‌هایی که وی در آن‌ها نقش داشته‌است، می‌توان به هکتور و مارینا اشاره نمود.